# Gyálarét
Gyálarét is een stadsdeel (városrész) van Szeged en voormalige gemeente in het Hongaarse comitaat Csongrád. Gyálarét telt 1268 inwoners (2001).